# 尼柯耶
尼柯耶（尼迦耶），原義是收集、集合、分類、群體等。在上座部佛教中，用來稱巴利藏中的經藏部份，相當於漢傳佛教中的阿含經（āgama）。在部派佛教中，上座部佛教所屬的派別，也被稱為尼柯耶派，相當於分別說部中的赤銅鍱部。也可以翻譯爲部，義爲部派。

## 釋名
梵語及巴利語, 漢音譯尼柯耶或尼迦耶，ni+kāya, 集合、部、類的意思。如巴利語之長部、中部、相應部、增支部、小部等五部, 可稱巴利語五尼柯耶, 各部則可稱長尼柯耶、中尼柯耶、相應尼柯耶等。

## 傳譯

### 全本
- 《南傳大藏經》：翻譯自日文巴利大藏經,1990年由元亨寺出版。
- 《長尼柯耶》或長部：共三十四經，由北京大學梵文貝葉經與佛教文獻研究所師生與泰國法身寺法勝大學合作翻譯, 由上海中西書局出版。
- 《中尼柯耶》或中部：一百五十二經，巴利文翻譯組學報第二期至第十六期, 志蓮淨苑文化部出版。
- 《相應尼柯耶》或相應部：共五集，十一相應, 共二千八百七十五經。第五集大品,有十二相應, 共一千一百九十五經, 巴利文翻譯組學報第六至十三期。
- 《增支尼柯耶》或增支部：共有十一集。
- 《小尼柯耶》或小部：錫蘭系共十五部經，緬甸系共十九部經。

### 單行本
來自赤銅鍱部的佛典有：僧伽跋陀羅譯的《善見律毘婆沙》18卷(公元489年)以及僧伽婆羅譯《解脫道論》13卷(公元515年)。支謙譯的《法句經》2卷(公元230年)其原本或許也有受到巴利本法句經的影響。另490年，外國沙門大乘在廣州譯出卷數不明的《五百本生經》、《上座部律》，源頭或許是來自上座部，但已佚失無從確認。
《小部尼柯耶》中有很多單行本在近世發行，如《經集》、《法句》、《長老偈》、《長老尼偈》。

## 起源
釋迦牟尼佛陀八十歲时於毗舍离城坐雨安居，宣布將在三個月後般涅槃，後於拘尸那羅城附近的娑羅雙樹間般涅槃；大迦葉尊者於佛陀入滅七日在從波婆城至此的路上聞知此事趕到主持了火化。諸律藏記載因有比丘言說在佛陀入滅之後就可無拘無束佛陀般涅槃後三個月, 也是阿闍世王統治第八年, 五百名大阿羅漢在王舍城舉行了一次結集。
在第一次結集中，大迦葉尊者位列上座之一主持合誦，優婆離尊者誦出律，阿難尊者誦出釋迦牟尼佛所說之“經”(修多羅)，分為五大部，形成了南傳上座部所傳《尼柯耶》。其次序為長部、中部、相應部、增支部、小部。與其他部派有別。如《增一阿含經·序品》和《大智度論》中的次序為增一、中、長、雜。

## 内容
尼柯耶是一種言行錄的體裁書籍，記述佛陀及其弟子的修行和傳教活動，還涉及印度社會風俗等內容。述及佛教的基本教義如四正勤、四神足、四聖諦、四念處、五根、五力、七覺支、八正道、十二因緣、九分教、無常、無我、五蘊、四禪、輪迴、善惡報應等實修指南與論點。

## 南北對照
南傳上座部的巴利文尼柯耶經典，屬於分別說系赤銅鍱部的《經藏》()，分為五部：1.《長部》()； 2.《中部》()；3.《相應部》()；4.《增支部》(); 5.《小部》()。
漢傳的四阿含源自不同部派，這些不同部派都在歷史中已消失。而五部尼柯耶則源自同一派的上座部, 五部尼柯耶內容皆能互相對照印證, 亦可與律藏對照印證, 為現今南傳各國所應用的經典。

### 對照表
| 巴利文五部尼柯耶                 | 汉译四阿含                                                                                                  |
| -------------------------------- | --- |
| 《长部》共三十四经               | 《长阿含经》共二十二卷三十经（法藏部所傳）                                                                  |
| 《中部》共一五二经               | 《中阿含经》共六十卷二二二经（说一切有部某派所傳）                                                          |
| 《相应部》共五十六相应二八七五經 | 《杂阿含经》存四十八卷一三五九经（根本说一切有部所傳） 《别译杂阿含经》存十六卷三六四经（可能為法藏部所傳） |
| 《增支部》共一法乃至十一法       | 《增一阿含经》共五十一卷四七十二经（可能為大眾部末派所傳）                                                  |
| 《小部》共十五部                 | 杂藏：《法句经》、《義足經》、《本事经》、《本生经》等                                                      |